# Georges Pompidou
Georges Jean Raymond Pompidou (/ˈpɒmpɪduː/ POMP-id-oo, tiếng Pháp: [ʒɔʁʒ pɔ̃pidu] ⓘ; 5 tháng 7 năm 1911 – 2 tháng 4 năm 1974) là nhà binh và chính trị gia người Pháp. Ông từng là Thủ tướng Pháp từ năm 1962 tới năm 1968 và sau đó là Tổng thống Pháp từ năm 1969 cho tới khi qua đời.
Pampidou tốt nghiệp khoa ngôn ngữ, sau đó đi theo tướng Charles de Gaulle gia nhập sự nghiệp chính trị vào năm 1944 khi trở thành chủ tịch Chính phủ lâm thời Cộng hòa Pháp. Sau đó, ông được bổ nhiệm là chủ tịch danh dự của Hội đồng Nhà nước, rồi làm giám đốc điều hành Ngân hàng Rothschild tại Pháp đồng thời là trợ lý đắc lực của de Gaulle trong các quá trình cải tổ và quản lý nước Pháp. Năm 1958, ông trở thành chủ tịch hội đồng cố vấn và tham gia vào việc biên soạn Hiến pháp Pháp ngày 4 tháng 10 năm 1958. Pampidou cũng là một trong những thành viên đầu tiên của Hội đồng Hiến pháp (1959–1962).
Năm 1962, de Gaulle bổ nhiệm ông giữ chức Thủ tướng Pháp. Ông đảm nhiệm chức vụ này trong vòng 6 năm, trở thành người điều hành Dinh thự Matignon lâu nhất lịch sử Đệ Ngũ Cộng hòa Pháp. Là người quan tâm tới hiện đại hóa với tầm nhìn dài hạn, ông là người khởi xướng hàng loạt công trình có ý nghĩa chiến lược (thành lập Ủy ban quy hoạch vùng DATAR, xây dựng sân bay quốc tế "Paris", mở rộng mạng lưới đường cao tốc, thành lập các khu trượt tuyết,...), cũng như thực hiện kế hoạch khoa học Calcul và dự án máy bay siêu thanh Concorde. Đồng thời, ông cũng tái thành lập Lực lượng cảnh sát quốc gia và Cơ quan quốc gia về việc làm (ANPE). Pampidou cũng là người trực tiếp chủ trì cuộc họp dẫn tới "Thỏa thuận Grenelle" chấm dứt khủng hoảng tháng 5 năm 1968. Sau khi Maurice Couve de Murville thay thế ông làm Thủ tướng Pháp vào năm 1968, ông trở về làm dân biểu tỉnh Cantal. Ông sau đó tuyên bố tham gia ứng cử chức Tổng thống Pháp nếu cuộc trưng cầu dân ý thay đổi Hiến pháp Pháp năm 1969 thất bại.
Cuộc trưng cầu dân ý năm 1969 là một thất bại thê thảm đối với de Gaulle buộc ông phải từ chức. Sau đó, Pampidou đánh bại ứng cử viên Alain Poher với 58,21% số phiếu ở vòng 2 và trở thành Tổng thống thứ 19 của nền Cộng hòa Pháp. Ông tiếp tục theo đuổi chủ nghĩa de Gaulle và bổ nhiệm Jacques Chaban-Delmas làm Thủ tướng sau đó. Tuy nhiên, không hài lòng về hiệu quả cuộc cải cách "Xã hội mới", ông thay thế Delmas bằng chính trị gia bảo thủ Pierre Messmer, giúp đảng của ông giành chiến thắng tại cuộc bỏ phiếu lập pháp tiếp theo vào năm 1973.
Tiếp đà hồi sinh hậu chiến tranh Trente Glorieuses của nước Pháp, Pampidou mạnh tay thực hiện các cải cách hiện đại hóa, trong đó có việc đưa máy bay Concorde phục vụ Tổng thống, thành lập các nghiệp đoàn đa ngành nghề, và khai sinh ra hệ thống đường sắt cao tốc (TGV). Nhà nước tập trung đầu tư vào các lĩnh vực giao thông, lương thực, thép, viễn thông, năng lượng hạt nhân, cũng như vũ trụ và an ninh không gian. Ông cũng là người quy ước nên lương tối thiểu (SMIC) và thành lập bộ Môi trường của Pháp. Công tác đối ngoại của ông cũng có nhiều thành tựu, trong đó có việc hâm nóng lại mối quan hệ với Hoa Kỳ của Tổng thống Richard Nixon nhưng vẫn khăng khít với Liên Xô của Leonid Brezhnev. Pampidou cũng là một trong những lãnh đạo đầu tiên ký vào hiệp ước tiền tệ của Cộng đồng Kinh tế châu Âu, và chấp thuận Vương quốc Liên hiệp Anh và Bắc Ireland gia nhập vào khối này vào năm 1973.
Ông giấu bệnh ung thư của mình đối với người dân Pháp suốt thời gian tại vị, và ông qua đời 2 năm trước khi kết thúc nhiệm kỳ của mình. Ông trở thành Tổng thống Pháp thứ 4 trong lịch sử qua đời khi đương nhiệm (sau Sadi Carnot, Félix Faure và Paul Doumer). Sau khi Alain Poher giữ chức Tổng thống tạm quyền trong thời gian bầu cử, 2 bộ trưởng trong nội các của ông là Valéry Giscard d'Estaing và Jacques Chirac lần lượt trở thành tân Tổng thống và Thủ tướng Pháp.
Nổi tiếng là một nhà bảo trợ nghệ thuật, Pampidou sau này được đặt tên cho Trung tâm nghệ thuật và văn hóa quốc gia nằm tại khu Beaubourg, trung tâm của Thủ đô Paris, khai trương vào năm 1977 và hiện có các chi nhánh tại Metz, Malaga, Bruxelles và Thượng Hải. Ngày nay quê hương nơi ông sinh ra – xã Montboudif – cũng có một bảo tàng mang tên Pampidou.